# Équipe de Bosnie-Herzégovine féminine de football
Cet article traite de l'équipe féminine. Pour l'équipe masculine, voir Équipe de Bosnie-Herzégovine de football.
Maillots
L'équipe de Bosnie-Herzégovine féminine de football est l'équipe nationale qui représente la Bosnie-Herzégovine dans les compétitions internationales de football féminin. Elle est gérée par la Fédération de football de Bosnie-Herzégovine.

## Histoire
La Bosnie-Herzégovine joue son premier match officiel le 2 novembre 1997 à Šaľa contre la Slovaquie (défaite 11-0). Les Bosniennes n'ont jamais participé à une phase finale de compétition majeure de football féminin, que ce soit le Championnat d'Europe féminin de football, la Coupe du monde ou les Jeux olympiques.

## Classement FIFA
| Année              | 2003 | 2004 | 2005 | 2006 | 2007 | 2008 | 2009 | 2010 | 2011 | 2012 | 2013 | 2014 | 2015 | 2016 | 2017 | 2018 | 2019 | 2020 | 2021 | 2022 | 2023 |
| ------------------ | ---- | ---- | ---- | ---- | ---- | ---- | ---- | ---- | ---- | ---- | ---- | ---- | ---- | ---- | ---- | ---- | ---- | ---- | ---- | ---- | ---- |
| Classement mondial | 79   | 85   | 85   | 94   | 94   | 89   | 80   | 95   | 91   | 83   | 74   | 71   | 65   | 58   | 59   | 67   | 61   | 57   | 69   | 63   | 64   |